# ترانیا کلارک
ترانیا کلارک (انگلیسی: Tarania Clarke; ۳ اکتبر ۱۹۹۹ – ۳۱ اکتبر ۲۰۱۹) بازیکن فوتبال اهل جامائیکا بود.

وی همچنین در تیم‌های ملی فوتبال زنان جامائیکا بازی کرده‌است.